# 卡尔沃斯
卡尔沃斯是葡萄牙布拉加区的一个堂区。总面积4.48平方公里，总人口482人，人口密度107.6人/平方公里。